# Participantes da Volta a Espanha de 2012
A Volta a Espanha de 2012 contou com a participação de 198 ciclistas em 22 equipas de 9 a cada um, dos quais 175 conseguiram finalizar a corrida.
A seguinte tabela mostra a lista dos participantes, a posição final da cada um e no caso de abandono, a etapa na qual deixaram de participar (ver legenda):
| Movistar Team     | Movistar Team          | Movistar Team     | FDJ-BigMat              | FDJ-BigMat              | FDJ-BigMat              | Rabobank                    | Rabobank                    | Rabobank                    |
| ----------------- | ---------------------- | ----------------- | ----------------------- | ----------------------- | ----------------------- | --------------------------- | --------------------------- | --------------------------- |
| 1                 | Juan José Cobo         | 67º               | 81                      | Arnold Jeannesson       | 64º                     | 161                         | Robert Gesink               | 6º                          |
| 2                 | Jonathan Castroviejo   | 148º              | 82                      | William Bonnet          | 152º                    | 162                         | Lars Boom                   | 107º                        |
| 3                 | Imanol Erviti          | 132º              | 83                      | David Boucher           | AB-4                    | 163                         | Matti Breschel              | 159º                        |
| 4                 | Beñat Intxausti        | 10º               | 84                      | Nascer Bouhanni         | AB-13                   | 164                         | Stef Clement                | 100º                        |
| 5                 | Pablo Lastras          | 74º               | 85                      | Arnaud Courteille       | 154º                    | 165                         | Juan Manuel Gárate          | 42º                         |
| 6                 | Javier Moreno          | 66º               | 86                      | Rémi Pauriol            | 23º                     | 166                         | Bauke Mollema               | 28º                         |
| 7                 | Nairo Quintana         | 36º               | 87                      | Gabriel Rasch           | 118º                    | 167                         | Grischa Niermann            | 103º                        |
| 8                 | José Joaquín Rojas     | NP-14             | 88                      | Dominique Rollin        | 153º                    | 168                         | Laurens Ten Dam             | 8º                          |
| 9                 | Alejandro Valverde     | 2º                | 89                      | Benoît Vaugrenard       | 136º                    | 169                         | Dennis van Winden           | 164º                        |
| Manager:          | Manager:               | Manager:          | Manager:                | Manager:                | Manager:                | Manager:                    | Manager:                    | Manager:                    |
| Ag2r-La Mondiale  | Ag2r-La Mondiale       | Ag2r-La Mondiale  | Team Garmin-Barracuda   | Team Garmin-Barracuda   | Team Garmin-Barracuda   | RadioShack-Nissan           | RadioShack-Nissan           | RadioShack-Nissan           |
| 11                | John Gadret            | NP-10             | 91                      | Andrew Talansky         | 7º                      | 171                         | Maxime Monfort              | 16º                         |
| 12                | Maxime Bouet           | 20º               | 92                      | Thomas Dekker           | 149º                    | 172                         | Jan Bakelants               | 22º                         |
| 13                | Ben Gastauer           | 81º               | 93                      | Koldo Fernández         | 134º                    | 173                         | Daniele Bennati             | 144º                        |
| 14                | Blel Kadri             | 169º              | 94                      | Michel Kreder           | 96º                     | 174                         | Laurent Didier              | 86º                         |
| 15                | Lloyd Mondory          | 104º              | 95                      | Raymond Kreder          | 172º                    | 175                         | Linus Gerdemann             | AB-18                       |
| 16                | Matteo Montaguti       | 72º               | 96                      | Christophe Le Mével     | 31º                     | 176                         | Markel Irizar               | 93º                         |
| 17                | Rinaldo Nocentini      | 18º               | 97                      | Martijn Maaskant        | 150º                    | 177                         | Tiago Machado               | 40º                         |
| 18                | Christophe Riblon      | 162º              | 98                      | Thomas Peterson         | 115º                    | 178                         | Grégory Rast                | 92º                         |
| 19                | Nicolas Roche          | 12º               | 99                      | Johan Vansummeren       | 79º                     | 179                         | Hayden Roulston             | NP-13                       |
| Manager:          | Manager:               | Manager:          | Manager:                | Manager:                | Manager:                | Manager:                    | Manager:                    | Manager:                    |
| Andalucía         | Andalucía              | Andalucía         | Itera-Katusha           | Itera-Katusha           | Itera-Katusha           | Team Sky                    | Team Sky                    | Team Sky                    |
| 21                | Adrián Palomares       | 112º              | 101                     | Joaquim Rodríguez       | 3º                      | 181                         | Chris Froome                | 4º                          |
| 22                | Sergio Carrasco        | 94º               | 102                     | Pavel Brutt             | 106º                    | 182                         | Juan Antonio Flecha         | 98º                         |
| 23                | Gustavo César Veloso   | 114º              | 103                     | Xavier Florencio        | 105º                    | 183                         | Sergio Henao                | 14º                         |
| 24                | Javier Chacón          | 161º              | 104                     | Mikhail Ignatiev        | 171º                    | 184                         | Danny Pate                  | 147º                        |
| 25                | Pablo Lechuga          | AB-16             | 105                     | Alberto Losada          | 37º                     | 185                         | Richie Porte                | 68º                         |
| 26                | Juan José Lobato       | 174º              | 106                     | Denis Menchov           | 54º                     | 186                         | Ian Stannard                | 111º                        |
| 27                | Javier Ramirez Abeja   | 120º              | 107                     | Daniel Moreno           | 5º                      | 187                         | Ben Swift                   | 121º                        |
| 28                | Jesús Rosendo          | NP-19             | 108                     | Gatis Smukulis          | 117º                    | 188                         | Rigoberto Urán              | 29º                         |
| 29                | José Toribio           | 133º              | 109                     | Ángel Vicioso           | 95º                     | 189                         | Xabier Zandio               | AB-12                       |
| Manager:          | Manager:               | Manager:          | Manager:                | Manager:                | Manager:                | Manager:                    | Manager:                    | Manager:                    |
| Astana Pro Team   | Astana Pro Team        | Astana Pro Team   | Lampre-ISD              | Lampre-ISD              | Lampre-ISD              | Team Argos-Shimano          | Team Argos-Shimano          | Team Argos-Shimano          |
| 31                | Fredrik Kessiakoff     | 61º               | 111                     | Damiano Cunego          | 33º                     | 191                         | John Degenkolb              | 131º                        |
| 32                | Assan Bazayev          | AB-20             | 112                     | Winner Anacona          | 19º                     | 192                         | Koen de Kort                | 85º                         |
| 33                | Alexsandr Dyachenko    | 137º              | 113                     | Davide Cimolai          | 163º                    | 193                         | Yukihiro Doi                | 139º                        |
| 34                | Enrico Gasparotto      | NP-2              | 114                     | Denys Kostyuk           | 56º                     | 194                         | Tom Dumoulin                | AB-8                        |
| 35                | Andrey Kashechkin      | 34º               | 115                     | Oleksandr Kvachuk       | 125º                    | 195                         | Johannes Fröhlinger         | 83º                         |
| 36                | Kevin Seeldraeyers     | 39º               | 116                     | Marco Marzano           | 73º                     | 196                         | Alexandre Geniez            | 90º                         |
| 37                | Egor Silin             | 122º              | 117                     | Przemysław Niemiec      | 15º                     | 197                         | Simon Geschke               | 71º                         |
| 38                | Paolo Tiralongo        | 38º               | 118                     | Morris Possoni          | NP-13                   | 198                         | Thierry Hupond              | 124º                        |
| 39                | Andrey Zeits           | 52º               | 119                     | Davide Vigano           | 141º                    | 199                         | Cheng Ji                    | 175º                        |
| Manager:          | Manager:               | Manager:          | Manager:                | Manager:                | Manager:                | Manager:                    | Manager:                    | Manager:                    |
| BMC Racing Team   | BMC Racing Team        | BMC Racing Team   | Liquigas-Cannondale     | Liquigas-Cannondale     | Liquigas-Cannondale     | Team Saxo Bank-Tinkoff Bank | Team Saxo Bank-Tinkoff Bank | Team Saxo Bank-Tinkoff Bank |
| 41                | Philippe Gilbert       | 59º               | 121                     | Eros Capecchi           | 25º                     | 201                         | Alberto Contador            | 1º                          |
| 42                | Alessandro Ballan      | 63º               | 122                     | Maciej Bodnar           | 138º                    | 202                         | Jesús Hernández             | 43º                         |
| 43                | Brent Bookwalter       | 78º               | 123                     | Mauro Da Dalto          | 130º                    | 203                         | Rafał Majka                 | 32º                         |
| 44                | Steve Cummings         | 156º              | 124                     | Tiziano Dall'Antonia    | 140º                    | 204                         | Daniel Navarro              | 55º                         |
| 45                | Yannick Eijssen        | 119º              | 125                     | Maciej Paterski         | 89º                     | 205                         | Benjamín Noval              | 108º                        |
| 46                | Klaas Lodewijck        | 116º              | 126                     | Daniele Ratto           | AB-12                   | 206                         | Sérgio Paulinho             | 70º                         |
| 47                | Amaël Moinard          | 99º               | 127                     | Cristiano Salerno       | 49º                     | 207                         | Bruno Pires                 | 97º                         |
| 48                | Steve Morabito         | 35º               | 128                     | Cayetano Sarmiento      | 60º                     | 208                         | Nicki Sørensen              | 155º                        |
| 49                | Mauro Santambrogio     | 58º               | 129                     | Elia Viviani            | 128º                    | 209                         | Matteo Tosatto              | 135º                        |
| Manager:          | Manager:               | Manager:          | Manager:                | Manager:                | Manager:                | Manager:                    | Manager:                    | Manager:                    |
| Caja Rural        | Caja Rural             | Caja Rural        | Lotto-Belisol           | Lotto-Belisol           | Lotto-Belisol           | Vacansoleil-DCM             | Vacansoleil-DCM             | Vacansoleil-DCM             |
| 51                | Javier Aramendia       | 170º              | 131                     | Jurgen Van Den Broeck   | NP-14                   | 211                         | Thomas De Gendt             | 62º                         |
| 52                | Danail Petrov          | 168º              | 132                     | Bart De Clercq          | 17º                     | 212                         | Martijn Keizer              | 102º                        |
| 53                | Hernâni Broco          | 53º               | 133                     | Jens Debusschere        | NP-14                   | 213                         | Serguéi Lagutín             | 46º                         |
| 54                | André Cardoso          | 21º               | 134                     | Adam Hansen             | 123º                    | 214                         | Pim Ligthart                | 126º                        |
| 55                | Manuel Antonio Cardoso | 160º              | 135                     | Olivier Kaisen          | AB-14                   | 215                         | Bert-Jan Lindeman           | 143º                        |
| 56                | David De la Fuente     | 56º               | 136                     | Gianni Meersman         | 57º                     | 216                         | Tomasz Marczynski           | 13º                         |
| 57                | Aitor Galdós           | 173º              | 137                     | Vicente Reynés          | 82º                     | 217                         | Wouter Mol                  | 151º                        |
| 58                | Marcos García          | 27º               | 138                     | Joost van Leijen        | AB-17                   | 218                         | Rob Ruijgh                  | AB-17                       |
| 59                | Antonio Piedra         | 84º               | 139                     | Frederik Willems        | 142º                    | 219                         | Rafael Valls                | AB-14                       |
| Manager:          | Manager:               | Manager:          | Manager:                | Manager:                | Manager:                | Manager:                    | Manager:                    | Manager:                    |
| Cofidis           | Cofidis                | Cofidis           | Omega Pharma-Quick Step | Omega Pharma-Quick Step | Omega Pharma-Quick Step |                             |                             |                             |
| 61                | David Moncoutié        | 109º              | 141                     | Tony Martin             | AB-20                   |                             |                             |                             |
| 62                | Yoann Bagot            | NP-8              | 142                     | Dario Cataldo           | 51º                     |                             |                             |                             |
| 63                | Florent Barle          | 129º              | 143                     | Kevin De Weert          | 41º                     |                             |                             |                             |
| 64                | Mickaël Buffaz         | 45º               | 144                     | Serge Pauwels           | 24º                     |                             |                             |                             |
| 65                | Leonardo Duque         | 80º               | 145                     | František Raboň         | 157º                    |                             |                             |                             |
| 66                | Egoitz García          | 101º              | 146                     | Gert Steegmans          | 110º                    |                             |                             |                             |
| 67                | Luis Ángel Matei       | 47º               | 147                     | Zdeněk Štybar           | 76º                     |                             |                             |                             |
| 68                | Rudy Molard            | 113º              | 148                     | Niki Terpstra           | 127º                    |                             |                             |                             |
| 69                | Nico Sijmens           | 87º               | 149                     | Kristof Vandewalle      | 91º                     |                             |                             |                             |
| Manager:          | Manager:               | Manager:          | Manager:                | Manager:                | Manager:                |                             |                             |                             |
| Euskaltel-Euskadi | Euskaltel-Euskadi      | Euskaltel-Euskadi | Orica-GreenEDGE         | Orica-GreenEDGE         | Orica-GreenEDGE         |                             |                             |                             |
| 71                | Igor Antón             | 9º                | 151                     | Allan Davis             | 167º                    |                             |                             |                             |
| 72                | Mikel Astarloza        | 48º               | 152                     | Simon Clarke            | 77º                     |                             |                             |                             |
| 73                | Mikel Landa            | 69º               | 153                     | Julian Dean             | 158º                    |                             |                             |                             |
| 74                | Juan José Oroz         | 50º               | 154                     | Mitchell Docker         | 166º                    |                             |                             |                             |
| 75                | Rubén Pérez            | 75º               | 155                     | Cameron Meyer           | NP-16                   |                             |                             |                             |
| 76                | Romain Sicard          | 44º               | 156                     | Travis Meyer            | 165º                    |                             |                             |                             |
| 77                | Amets Txurruka         | 30º               | 157                     | Wesley Sulzberger       | 145º                    |                             |                             |                             |
| 78                | Iván Velasco           | 26º               | 158                     | Daniel Teklehaymanot    | 146º                    |                             |                             |                             |
| 79                | Gorka Verdugo          | 11º               | 159                     | Pieter Weening          | 88º                     |                             |                             |                             |
| Manager:          | Manager:               | Manager:          | Manager:                | Manager:                | Manager:                |                             |                             |                             |

## Legenda
| Legenda                   | Legenda | Legenda             | Legenda                                                                                           |
| ------------------------- | --- | ------------------- | ------------------------------------------------------------------------------------------------- |
| Maillot vermelho          | Indica o vencedor da classificação geral                                                                                        | Maillot da montanha | Indica o vencedor da classificação da montanha                                                    |
| Maillot verde             | Indica o ganhador da classificação por pontos                                                                                   | Maillot alvo        | Indica o ganhador da classificação da combinada                                                   |
| Classificação por equipas | Indica o ganhador da classificação por equipas                                                                                  | Combatividade       | Indica o ganhador da combatividade                                                                |
| NP                        | Indica um ciclista que não tem tomado a saída numa etapa, seguido do número de etapa na que não tomou a saída                   | AB                  | Indica um ciclista que não tem finalizado uma etapa, seguido do número de etapa em que se retirou |
| HD                        | Indica um ciclista que tem finalizado uma etapa fora de controle, seguido do número de etapa na que ocurriñó dita circunstância | EX                  | Corredor excluído por não respeitar o regulamento                                                 |